# Pyrausta mungalis
Pyrausta mungalis là một loài bướm đêm trong họ Crambidae.